# Bradysia arcula
Bradysia arcula is een muggensoort uit de familie van de rouwmuggen (Sciaridae). De wetenschappelijke naam van de soort is voor het eerst geldig gepubliceerd in 2007 door Vilkamaa, Salmela & Hippa.